# Audi S5
Audi S5 je sportska verzija Audija A5.
U njega se ugrađuje 4.2L V8 motor s 354 KS i ubrzanjem 0-100km/h od samo 5,1 sekundi i 3.0L V6T s 333 KS i ubrzanjem 0-100 km/h od 5,4 s.
Izgled Audija A5 i Audija S5 nije po mnogočemu različit, osim po već prepoznatljivim dvostrukim cijevima ispuha, drugačijim prednjim i zadnjim branicima i S5 maskom . 
Audi S5 dolazi u 2 karoserije, a to su coupe s 2 vrata ( 3 s gepekom ) i sportback sa 4 vrata ( 5 s gepekom ) . 
U unutrašnjosti se od S5 mogu prepoznati S5 sportska sjedišta koja su ista kao i u Audiu S4 tog godišta, S5 ( i S4 ) sjedišta postoje u različitim bojama . U unutrašnjosti se od Audia A5 razlikuje S5 volan kao i S5 instrument tabla, brzinomjer je graviran na 300 km/h, a obrtomjer na 8 tisuća obrtaja . 
Audi S5 nije najbrža verzija Audia A5, postoji i RS5 verzija sa 450 ks i 4.2 FSI V8 atmosferskim motorom . 

## Motori
| Model                   | Obujam cm³ | Max. snaga kW (ks) | Proizvodnja |    |    |    |
| V6                      | V6         | V6                 | V6          | V6 | V6 | V6 |
| ----------------------- | ---------- | ------------------ | ----------- | -- | -- | -- |
| S5 Cabriolet/ Sportback | 2995       | 245 (333)          | od 2009.    |    |    |    |
| V8                      |            |                    |             |    |    |    |
| S5 Coupé                | 4163       | 260 (354)          | od 2007.    |    |    |    |

- Audi S5 Coupé
- Audi S5 Coupé
- Audi S5 Cabriolet
- Interijer S5 Coupé-a

## Vanjske poveznice
- Audi Hrvatska  Arhivirana inačica izvorne stranice od 5. veljače 2008. (Wayback Machine)